# Бьорн Аамодт
Бьорн Аамодт (норв. Bjørn Aamodt; нар. 24 лютого 1944, Берум — пом. 29 квітня 2006, Осло) — норвезький моряк, промисловий працівник і поет.

## Біографія
Він народився в Берумі, а помер в Осло, Норвегія. Він закінчив ARTIUM в VALLER гімназії в 1962 році, а потім вивчав психологію в Університеті Осло, який він закінчив у 1975 році. У період з 1962 по 1972 рік він працював моряком і докером. Згодом він влаштувався на роботу кранівником та  працівником з металу.
У літературному дебюті він виступив з поетичною збіркою Tilegnet у 1973 році. Аамодт був удостоєний Фонду Гілдендала спільно з Керсті Шен в 1994 році, премією Халлдіса Морена Весааса в 1997 році та премією Доблоуга в 2003 році. Він був двічі номінований на премію Північної Ради за літературу в 1995 році за ABC і знову в 1998 році за Anchorage.

## Вибрані твори
- 1973 — Tilegnet
- 1980 — Knuter, Mulm og andre dikt
- 1990 — Stå
- 1994 — ABC
- 1997 — Anchorage
- 2002 — Atom
- 2004 — Arbeidsstykker og atten tauverk
- 2010 — Avskjed